# Leo Nucci
Leo Nucci (ur. 16 kwietnia 1942 w Castiglione dei Pepoli) – włoski śpiewak operowy, baryton.

## Życiorys
Studiował w Bolonii i Mediolanie u Giuseppe Marchesiego i Ottaviano Bizzarriego. Zadebiutował jako śpiewak w 1967 roku w Teatro Lirico w Spoleto rolą Figara w Cyruliku sewilskim Rossiniego. Rola ta stała się później jego partią popisową, kreował ją na różnych scenach ponad 100 razy. W latach 1969–1975 był członkiem chóru mediolańskiej La Scali. Sławę przyniosła mu kreacja Schaunarda w Cyganerii Pucciniego na deskach Teatro La Fenice w Wenecji w 1975 roku. W tym samym roku został solistą La Scali, na scenie której kreował role m.in. Figara w Cyruliku sewilskim, Rodriga w Don Carlosie, Millera w Luizie Miller, Marcella w Cyganerii, Sharplessa w Madame Butterfly. W 1978 roku debiutował w Covent Garden Theatre w Londynie oraz w Operze Wiedeńskiej. W 1980 roku rolą Renata w Balu maskowym Verdiego debiutował w nowojorskiej Metropolitan Opera. W 1981 roku wystąpił w Lyric Opera w Chicago i w Operze Paryskiej. W latach 1989–1990 wcielał się w rolę Renata w Balu maskowym na festiwalu w Salzburgu. W 1991 roku śpiewał partię Jagona w Otellu w trakcie koncertowych przedstawień tej opery w Chicago i Nowym Jorku. Gościnnie występował w San Francisco, Berlinie, Rzymie, Hamburgu i Genewie.
Zasłynął jako odtwórca ról w operach Giuseppe Verdiego. W 1987 roku wcielił się w rolę tytułową w filmowej wersji opery Makbet w reżyserii Claude’a d’Anny. Wziął udział w nagraniach płytowych oper Maria de Rudenz, Falstaff, Podróż do Reims, Aida, Simon Boccanegra, Otello, Rigoletto, Adriana Lecouvreur.